# Replissoma
Replissoma é o conjunto funcional de proteínas que formam uma complexa máquina molecular, a qual realiza a replicação do DNA.
Inicialmente, a replissoma desenrola a fita dupla do DNA, resultando em duas fitas simples. Para cada uma das fitas simples, uma nova sequência complementar de DNA é sintetizada. No final, o resultado é a formação de duas fitas duplas de DNA que são cópias da fita dupla original.
Estruturalmente, a replissoma é constituída por dois complexos replicativos de polimerase. Um complexo sintetiza a fita líder, enquanto o outro sintetiza a fita retardada. 
A replissoma é composta por diversas proteínas com diferentes funções para maximizar a precisão e a velocidade de síntese.

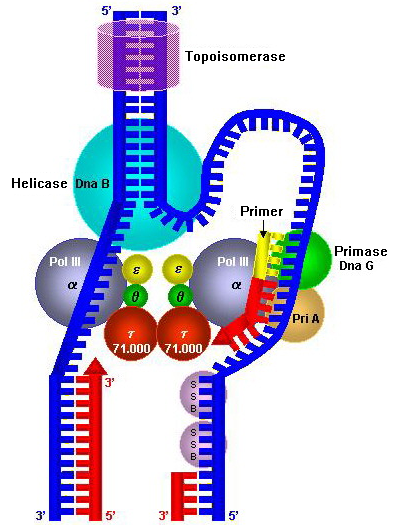
E. coli replisome

Principais componentes:
- Helicase
- Topoisomerase
- Primase
- DNA polimerase I
- DNA polimerase II
- DNA polimerase III
- Ligase
- SBB

## Complexo de replicação eficiente
- Este maquinário de replicação molecular, chamado replissoma, traz uma eficiência  e garantia no processo de replicação da molécula de DNA. Permitindo até o sucesso  de replicação de  do cromossomo da bactéria Escherichia coli,  que pode ser replicado em até 40 minutos, tendo sua eficiência e segurança em todo processo da replicação. O genoma da E. coli contém aproximadamente 5 milhões de pares de bases e o processo de copia acontece em uma velocidade aproximada de 2.000 nucleotídeos por segundo, tendo em vista que segundo o experimento de Graham Cairns-Smith,  E. coli possui duas  forquilhas de replicação para copiar seu genoma inteiro e com isso tendo que se movimentar em uma velocidade de 1.000 nucleotídeos por segundo.  O replissoma  é  este  complexo que permite que tais processos, como a replicação de DNA, aconteça com velocidade e precisão.
  - O replissoma e as proteínas acessórias realizam uma diversidade de etapas na forquilha de replicação as proteínas  Topoisomerase e Helicase, realizam a abertura e o desenrolamento da dupla-hélice, depois de desenrolada, proteínas de ligação a filamento simples evitam que a dupla hélice se forme novamente. Enquanto os  dois centros catalíticos, interagem de forma coordenada os diversos eventos de replicação dos filamentos continuo e descontinuo.
  - A montagem deste maquinário complexo é um processo ordenado e organizado tendo início em locais chamados de origens, em E.coli a replicação  tem início em uma origem fixa ( um locus denominado oriC), depois segue em em direções opostas de acordo com com as forquilhas de replicação até se fundirem, seguido das etapas:
  - 1. Ligação de uma proteína denominada DnaA a uma sequencia de 13 pares de base (pb) específica denominada "DnaA box";
  - 2. Em seguida a origem é deselicoidizada em um grupo de nucleotídeos A e T;
  - 3. Após a deselicoidização, proteínas DnaA adicionais se ligam ás regiões de filamentos simples;
  - 4. Proteínas DnaB se ligam e deslizam de 5' para 3' para iniciar a abertura da hélice na forquilha de replicação;
  - 5. Logo a Primase e a holoenzima DNA Pol III, são recrutadas para a forquilha de replicação por meio de interação proteína-proteína, ocorrendo isto as síntese do DNA  é finalmente inciada.
  - 6. E embora a DnaA não esteja presente na maquinaria do replissoma essa proteína é que posiciona o replissoma no local correto no cromossomo circular para a replicação.